# 영국 의회 개원식

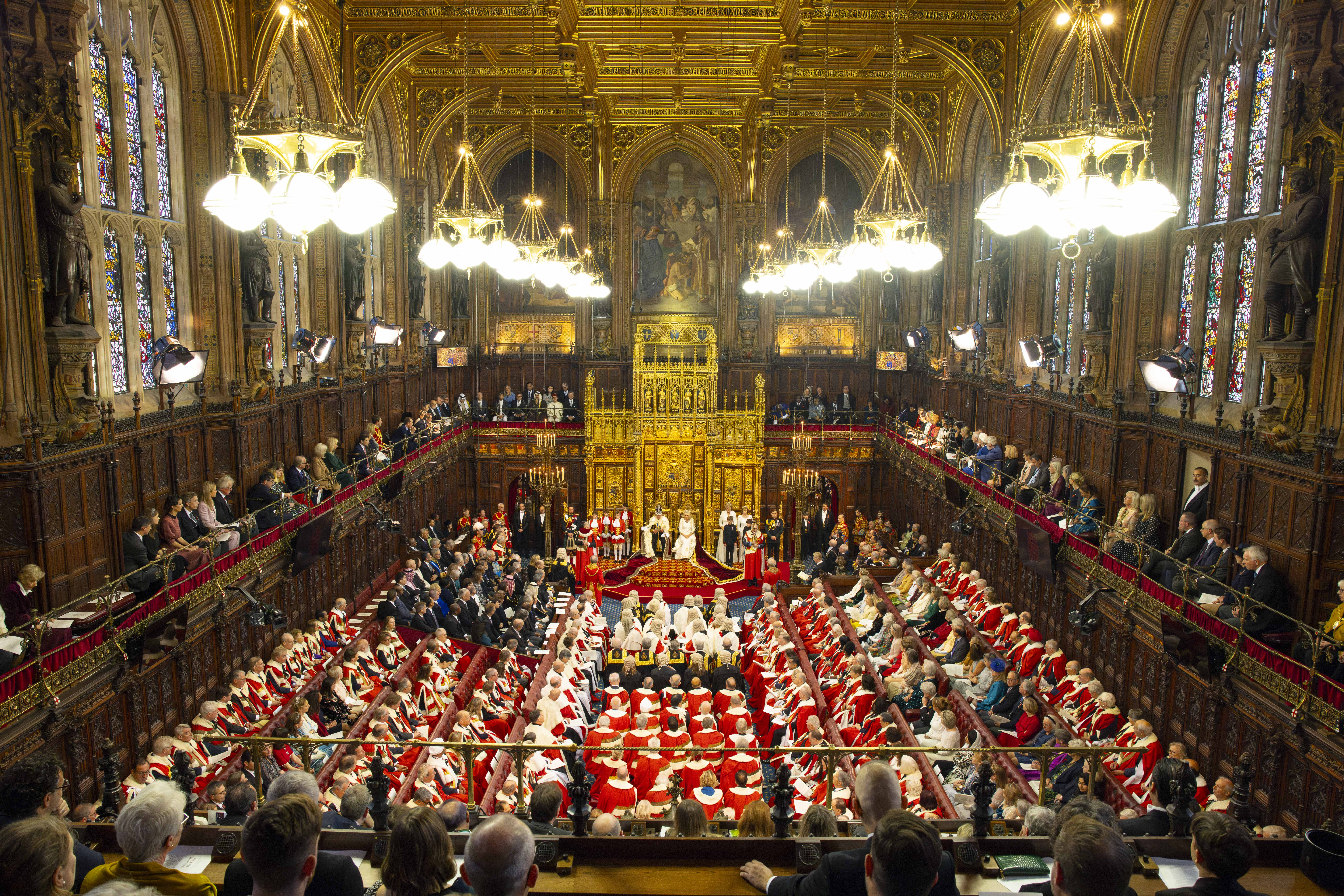
2023년 상원회의장에서 열린 의회 개원식의 모습

영국 의회 개원식 (State Opening of Parliament)은 영국 의회의 회기 시작을 알리는 행사이며, 킹스 스피치 (여왕이 재위 중일 경우 '퀸스 스피치')라고도 일컫는 개원연설 (Speech from the Throne)을 함께 거행한다. 의회 개회식은 영국의 역사와 문화, 그리고 현대 정치까지 보여 주는 상당히 성대한 의식이다.
의회 개원식은 영국 상원 회의장에서 열린다. 그리고 2011년 전까지는 매년 11월이나 12월에 주로 열렸고, 총선이 열리는 해에 새 의회가 소집될 때 열렸다. 따라서 총선이 두 번 열렸던 1974년에는 의회 개회식이 두 차례 거행됐다.
2011년부터는 회기를 5년으로 하는 고정임기 의회제를 도입하면서, 5월이나 6월에 의회 개회식이 열린다. 의회 총선거는 5로 나누어떨어지는 해마다 5월에 치러진다 (가장 최근의 총선은 2015년). 2012년 개회식은 5월 9일에 거행됐고, 그 이후로는 2013년 5월 8일, 2014년 6월 4일, 2015년 5월 27일에 각각 거행됐다. 다만 의회 개회식은 의회가 불신임 투표로 해산되었다면 그 해의 다른 시기에 열릴 수는 있다.
현재 의회 개원식을 거행하는 영국 국왕은 2022년 즉위한 찰스 3세이다. 전 국왕인 엘리자베스 2세 여왕은 1953년 즉위 이래 매 회기마다 웨스트민스터 사원에서 개회식을 거행했다. 다만 1959년과 1963년에는 앤드루 왕자와 에드워드 왕자를 각각 임신했기 때문에 불참했다. 이 두 해의 개회식은 캔터베리 대주교 (1959년에는 제프리 피셔, 1963년에는 아서 램지)가 수장으로 있는 상원의장이 여왕 폐하로부터 위임을 받아 열었다. 그리고 개원연설은 대법관 (1959년에는 킬뮤어 자작, 1963년에는 딜혼 경)이 대신했다.

## 참여 인물

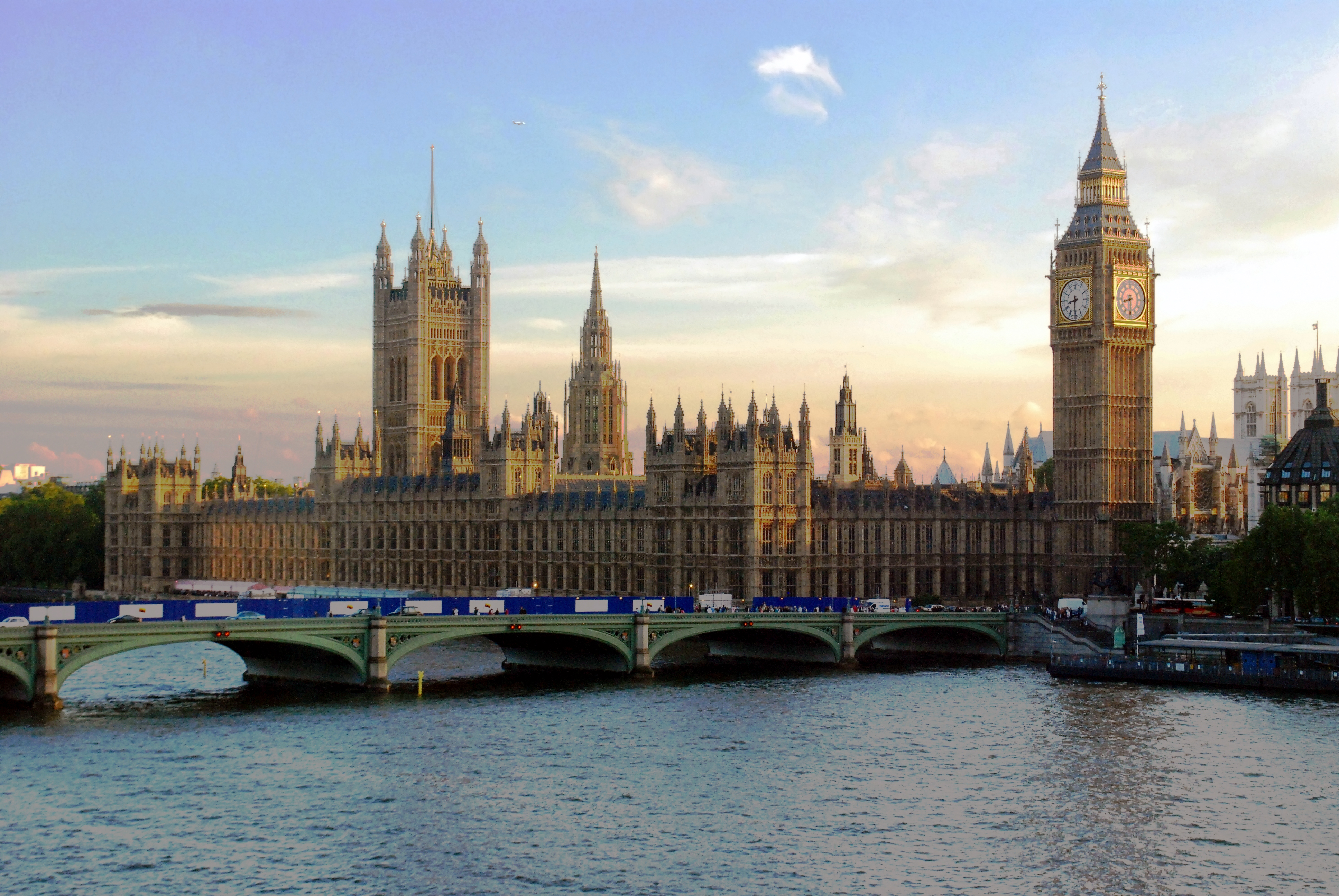
영국 런던의 웨스트민스터궁은 영국 의회의 상하원이 자리한 건물이자 국왕이 개원식을 주재하는 장소이다.

의회 개원식은 영국 의회가 자리한 웨스트민스터궁의 상원 회의실을 중심으로 치러지며, 영국의 정치구조와 관련하여 역사적 의식, 헌법적 위상, 실질적 의의를 갖춘 중요한 행사로 평가받고 있다.
영국 의회는 영국 국왕과 상원, 하원으로 구성되는데, 이 셋이 한 자리에 모이는 유일한 정례의식은 개원식 뿐이다. 개원식이 치러지는 동안 국왕은 국무대신과 왕실 구성원으로 이루어진 수행원을 대동하고 상원 회의실 내 왕좌에 착석하게 된다. 상원의원들은 상원 회의실 내에 착석하, 하원의원들은 왕좌를 마주보며 회의실을 둘러싼 가장자리 난간에 서서 참관한다.
개원식에서 상원회의실에 좌석이 마련되는 경우는 국왕과 수행원, 상원의원 외에도 다음과 같은 인물이 해당될 수 있다.
- 국왕 폐하의 뜻에 따라 초대받은 왕실 일원
- 공문을 통해 소집된 판사
- 상원의 사무관과 그 수행원
- 기타 총시종관의 초대를 받은 여성귀족이나 외교단

## 식전 절차
의회 개회식은 여러 절차로 이루어진 화려한 의식으로, 그 순서는 다음과 같다.

### 지하 창고 수색

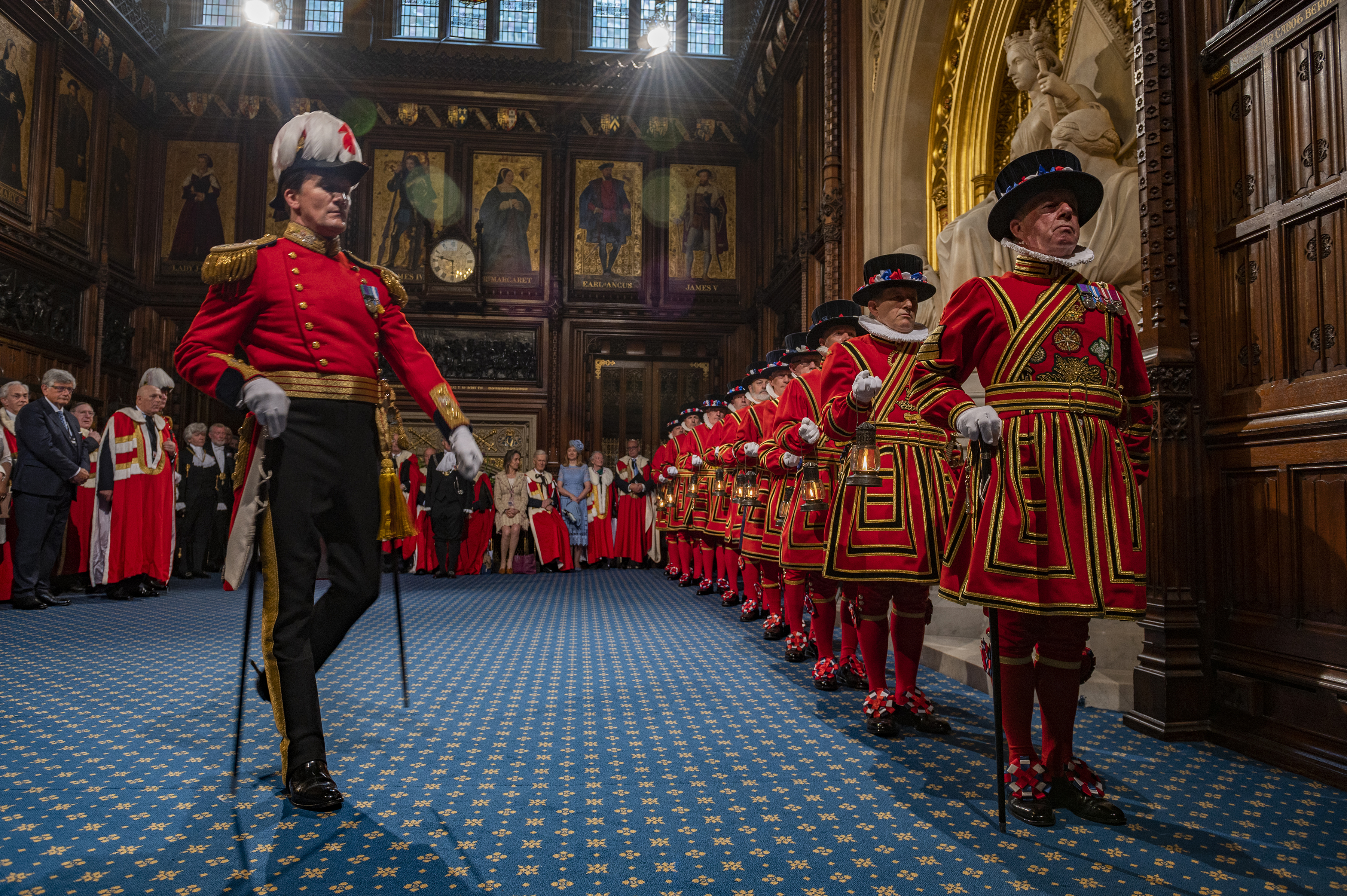
2022년 영국 의회 개회식에서 지하창고 수색 의식을 진행하는 근위대

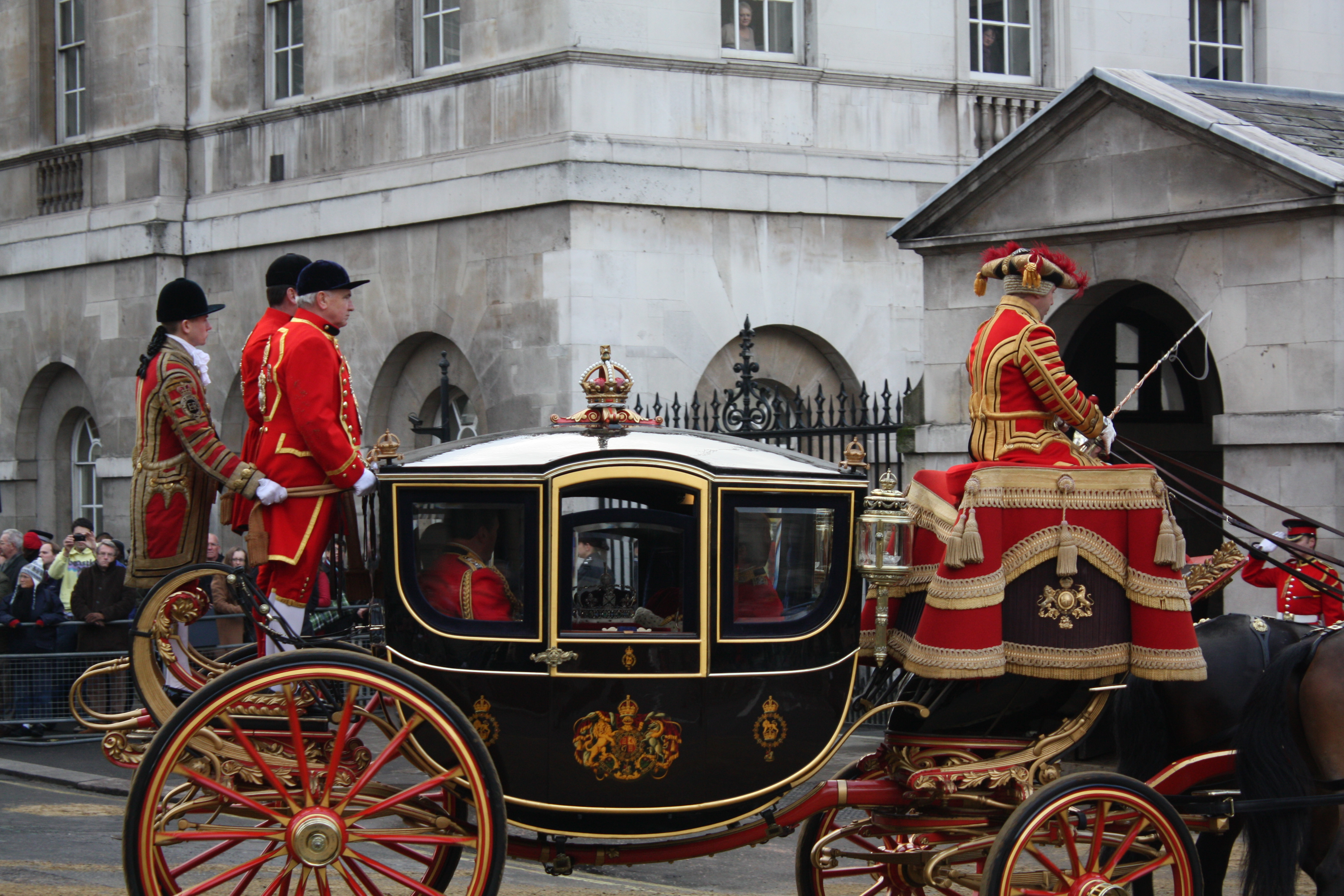
제국 왕관을 수송중인 의전 마차. 중앙의 유리를 통해 볼 수 있도록 하였다.

먼저 근위병이 제 2의 화약음모사건에 대비하기 위해 웨스트민스터 궁전의 지하 창고를 수색한다. 1605년에 벌어졌던 음모 사건은 잉글랜드의 로마 가톨릭 신자들이 국회의사당 지하 창고에 폭약을 넣어 폭파시키고 개신교 신자인 제임스 1세 국왕과 귀족들을 살해하려 시도했다가 실패한 사건이다. 그 때부터 지하 창고를 탐색하기 시작했고 오늘날에도 여전히 이뤄지고 있는데,  본연의 목적도 있지만 기념 행사라는 의미가 매우 크다.

### 상하원 의원 소집
상원 의원들은 예복을 입고 상원에 소집한다. 그리고 원로 사법부 대표들과 외교 사절단 일원에 합류한다. 마찬가지로 하원 의원들은 평상복을 입고 하원 회의장에 소집한다. 그리고선 다른 날처럼 기도를 다함께 올리며 하루를 시작한다.

### 의회의 인질 인도
국왕이 버킹엄 궁전을 떠나기 전에 궁내 회계관과 감사관, 그리고 부시종장 (모두 여당 원내 총무)이 여왕에게 흰색 장대를 의례적으로 전달한다. 국왕의 안전한 귀궁 보장을 위해 여왕은 의회 개회식이 진행되는 동안 부시종장을 '죄수'로 가둔다. 죄수라고는 하지만, 식이 성공적으로 마무리되어 풀려날 때까지 그곳에서 잘 대접받게 된다. 이렇게 부시종장을 감금하는 것은 감시를 받으며 있긴 하지만 오늘날에는 완전히 의례적인 절차에 지나지 않는다. 원래는 국왕이 자신에게 적대적일 수도 있는 의회 내로 들어가면서 국왕의 안전을 보장하는 것이었다. 이런 전통은 의회와 자주 충돌하는 관계였다가 결국엔 국왕과 의회 간에 내전이 벌어져 1649년 참수형을 당한 찰스 1세 때부터 전해져 내려오는 것이다. 찰스 1세를 사형하라는 그 당시 영장의 복제본이 왕궁 로비실에 전시되어 있는데, 이 역시 의회에 간섭하는 국왕에게 벌어질 수 있는 일을 여왕에게 상기시킨다는 의례적인 용도를 지니고 있다.

### 왕실 상징물 수송

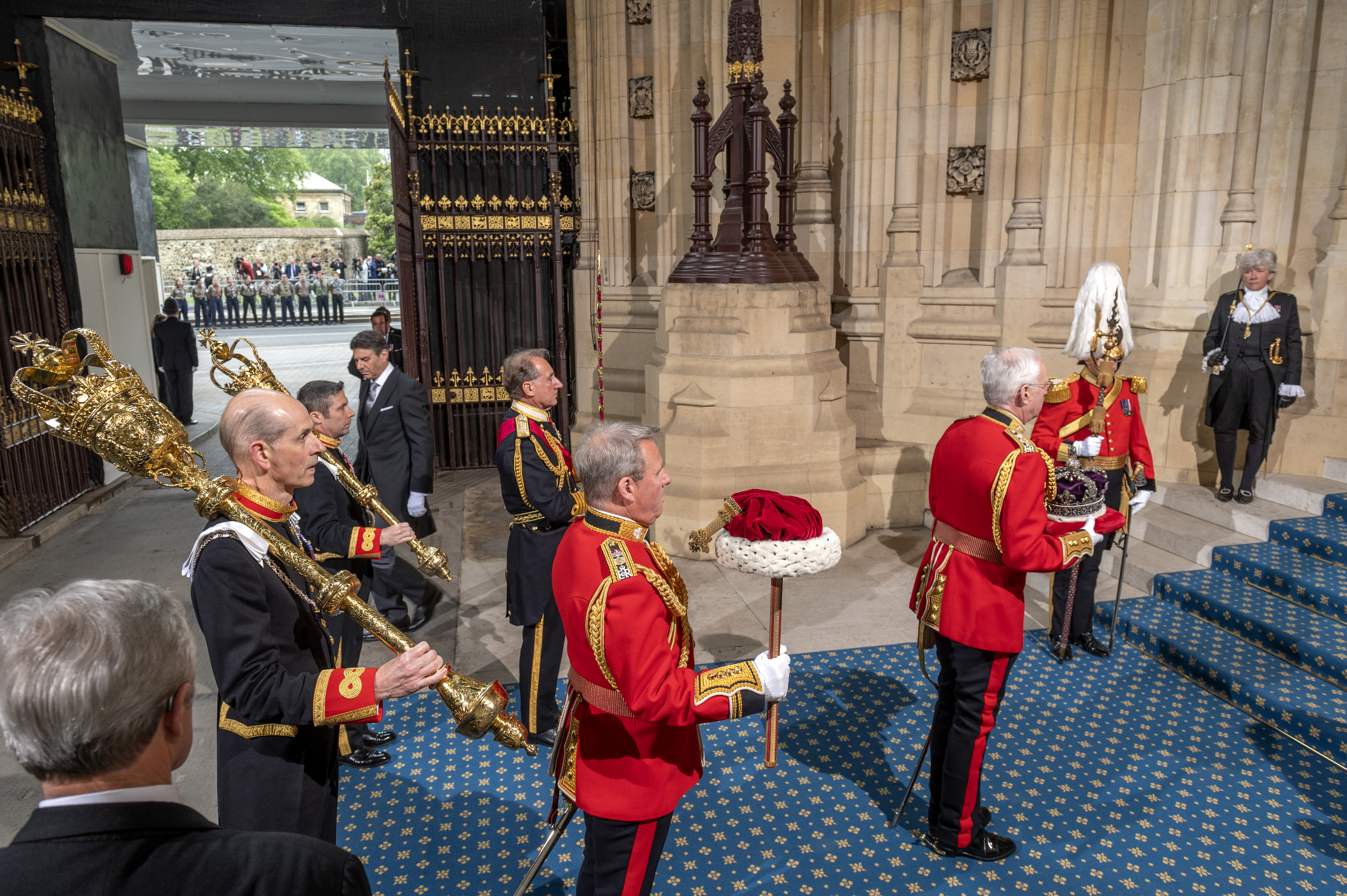
2022년 개원식 당시 왕관의 도착을 알리는 의식

국왕이 도착하기 전에 제국 왕관이 전용 의전 마차에 담겨 웨스트민스터 궁전으로 옮겨진다. 이 왕관은 빅토리아 타워에서 여왕의 마부의 손을 거쳐 궁내부 감사관에게 전달된다. 그런 다음 어검 (Sword of State), 관모 (Cap of Maintenance)와 함께 로열 갤러리로 수송한 뒤 전시된다. 이 행렬에는 에드워드 7세 국왕의 마차로 운반되는, 의회 측의 것과는 별개의 황금 철퇴 두 개도 동행한다. 왕실 근위병이 철퇴를 하나씩 들고 행렬을 호위하게 된다.

### 국왕의 도착과 의회 소집
국왕은 말이 끄는 마차를 타고 버킹엄 궁전을 떠나 웨스트민스터 궁전에 도착하는데, 빅토리아 타워 아래에 있는 국왕 전용 출입문을 통과해 들어간다. 이때 국왕은 배우자와 동행하며, 가끔씩 왕실의 다른 가족과 동행하기도 한다. 전통적으로 영국군 대표들이 버킹엄 궁전에서 웨스트민스터 궁전까지의 행로를 줄지어 간다.
국왕이 도착하면 영국 국가가 연주되고 그린 파크에서 축포를 쏘며 빅토리아 타워 꼭대기에 왕기가 유니언 기를 대신해 게양된다. 이 기는 국왕이 참석해 있는 동안 펄럭인다. 국왕은 웨스트민스터궁의 왕실구역을 감독하는 총시종관 (Lord Great Chamberain)과 국가의식을 주관하는 군무백작 (Earl Marshal)의 영접을 받고 로빙룸으로 이동하여 전용예복과 제국 왕관을 착용한다. 이어서 전령관과 국무대신, 왕실 일가가 차례대로 행렬을 이루고, 모든 준비가 끝나면 팡파르와 함께 국왕이 로열 갤러리를 거쳐 귀족원 대회의실으로 들어가면서 행차를 거행한다.
국왕 바로 앞에는 두 명의 상원의원이 걸어가는데, 그 중 한 명 (보통은 영국 상원 의장)은 전용관모를 쓰고 다른 한 명 (보통은 퇴역한 고위 군장교)은 어검을 든다. 왕좌에 착석한 국왕은 제국왕관을 벗지 않은 채 "경들은 착석하시오" (My Lords, pray be seated)라 말하며 회의실 내부에 모인 의원들에게 착석을 명한다. 배우자가 동행했다면 국왕의 좌측 방면 좌석에, 자녀가 동행했다면 연단의 다른 곳에 좌석을 마련하여 착석한다.
한편 국왕이 제국 왕관을 항상 착용해야 하는 것은 아니다. 특히 즉위는 하였으나 대관식은 거치지 않은 국왕인 경우에는 국왕예복은 입어도 제국왕관은 쓰지 않게 되는데 이 같은 사례는 20세기에만 네 차례가 있었다. 이런 경우 왕관은 국무대신 중 한 명이 쿠션 위에 올려 지니고 있게 된다.

### 국왕의 하원 소집령

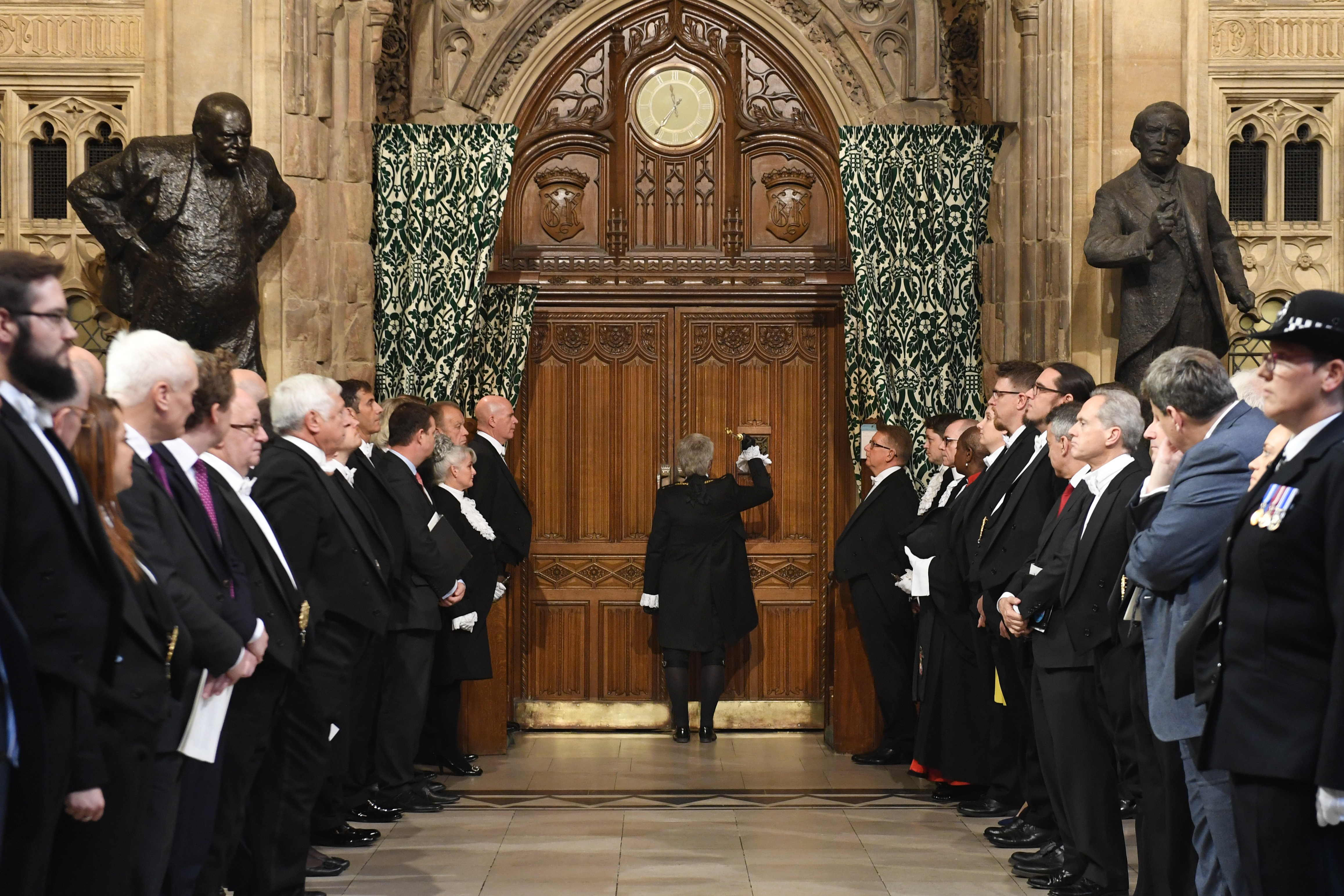
2019년 10월 사라 클라크 흑장관이 회의실 대문을 두드리는 모습

국왕의 명에 따라 총시종관은 백장 (흰 지팡이)를 들어 흑장관 (Black Rod)에게 하원 소집령이 내려졌다는 신호를 보낸다. 그 길로 돌아선 흑장관은 상원 문지기의 호위를 받으며 하원 로비로 이동, 대회의실 대문 앞에 도착한다.
흑장관이 회의실에 들어서려는 순간, 하원 측 문지기가 명령에 따라 대문을 쾅 소리 내며 닫는데, 이 순간 대문은 의회의 고유권한과 국왕으로부터의 독립을 상징하게 된다. 흑장관은 닫힌 대문을 의식용 지팡이 (흑장) 끝으로 세 번 두드린 다음 다시 입장하게 된다. 이 때 흑장관이 두드리는 지점은 오랜 세월 동안 막대에 부딫혀 움푹 패어 있는 모습을 취하고 있다.

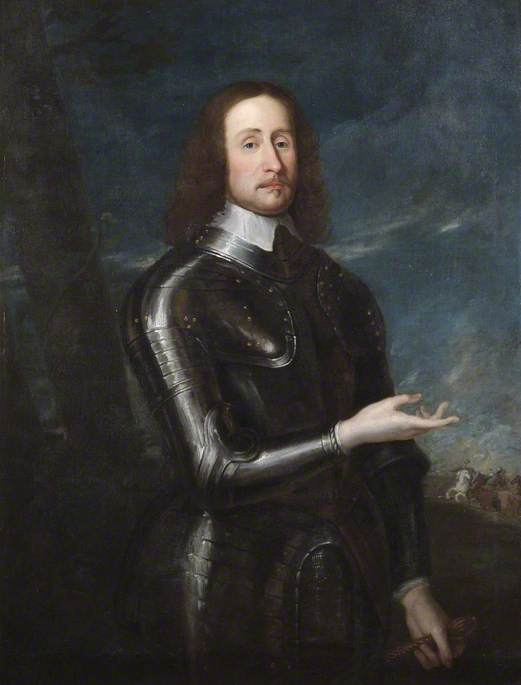
17세기 잉글랜드에서 의회파의 선봉장으로 나섰다가 찰스 1세로부터 체포당했던 존 햄든 의원

이 의식의 기원은 1642년 잉글랜드 국왕 찰스 1세 시절로 거슬러 올라가는데, 당시 국왕의 명령으로 의회파 존 햄든을 비롯한 국회의원 5인을 체포하기 위해 하원에 난입했다가 실패로 돌아간 사건이 있었다. 이때 이후로 지금까지도 영국 국왕은 회의가 열리는 하원 회의실에 들어가지 못하고 있다. 다만 문 닫는 의식 자체는 사건이 벌어지기 이전에도 행해지고 있었으며, 오늘날의 의식도 흑장관이라는 직위 자체의 정체성을 보존하려는 차원에서 이뤄지고 있다고 보는 시각도 존재한다. 실제로 흑장관이 문을 두드리면 그 이후로는 출입을 막을 수 없으며, 하원에서 이뤄지고 있는 모든 업무가 일시 중단된다.
대문이 열리고 하원의 수석문지기가 나서 흑장관을 맞이한다. 흑장관은 하원의장에게 고개를 숙여 인사한 뒤 테이블로 가서 다시 한번 고개를 숙인다. 그런 다음 국왕이 하원 소집을 명했음을 다음과 같이 알린다.
의장님, 국왕께서 여기 존경하는 의원 여러분께, (의원들에게 목례한 뒤) 지금 즉시 귀족원에서 폐하를 모실 것을 명하셨습니다.
Mr/Madam Speaker, The King/Queen commands this honourable House to attend His/Her Majesty immediately in the House of Peers.

엘리자베스 2세 시대에는 국왕의 소집령을 들은 공화주의 성향의 노동당 중진의원 데니스 스키너가 도발적인 발언을 한마디 던지는 전통이 있었는데, 이 말을 들은 동료 의원들이 한번 웃어준 뒤 자리에서 일어나 상원 대회의실로 향했다. 2015년 스키너 의원은 스코틀랜드 국민당과의 의석 배분 문제가 "한마디 던지는 것보다 더 중요하다"며 개원식에서의 발언을 생략하였다. 이듬해 2016년부터 발언을 이어나간 스키너 의원은 2019년 총선에서 낙선하였고 이 전통도 끝이 났다.

### 하원의 행차

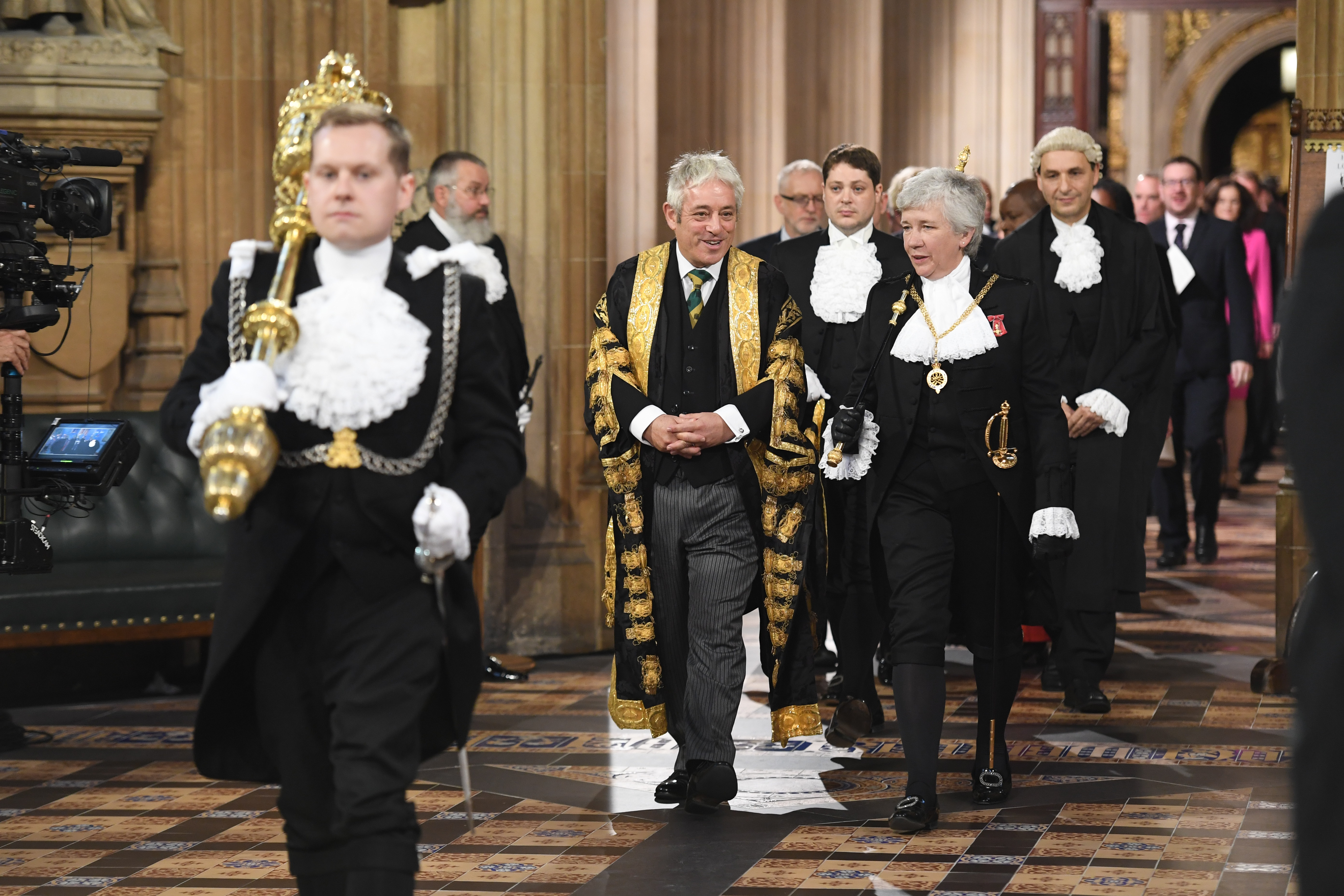
2019년 10월 행사 당시 모습

소집령에 응한 하원의장은 하원의원들과 일시 행차에 나선다. 하원 경위관 (Serjeant-at-Arms)이 의례용 철퇴를 들고 하원의장, 흑장관과 함께 앞장서서 하원 의원들을 이끌고 짝을 지어 상원을 향해 걸어간다. 이 때 관례에 따라 하원의원들은 공식적인 의례를 갖추기보다는 자연스럽게 토론하거나 농담을 나누며 걸어간다. 하원의원의 행렬은 총리와 야당대표가 맨 앞에 서고, 부총리, 국무장관이나 기타 내각인사와 야당 부대표가 그 뒤에 서며, 2열로 선 의원들에 앞장서며 나란히 걸어가는 경우가 보통이다. 하원의원들이 상원 회의실에 도착하면, 하원의장과 하원서기, 흑장관과 상원경위관 등 상원 고위관리만 목례한다. 이때 상원의원이 아닌 사람은 회기 중 상원 회의장의 출입문 턱을 넘어설 수 없으며, 하원에서도 동일한 규칙이 적용된다. 따라서 하원의원들은 국왕의 연설이 진행되는 동안 출입문 턱을 넘어서지 않고, 그 윗층의 난간으로 둘러싸인 대기공간에 서 있는다.

### 국왕의 개원 연설

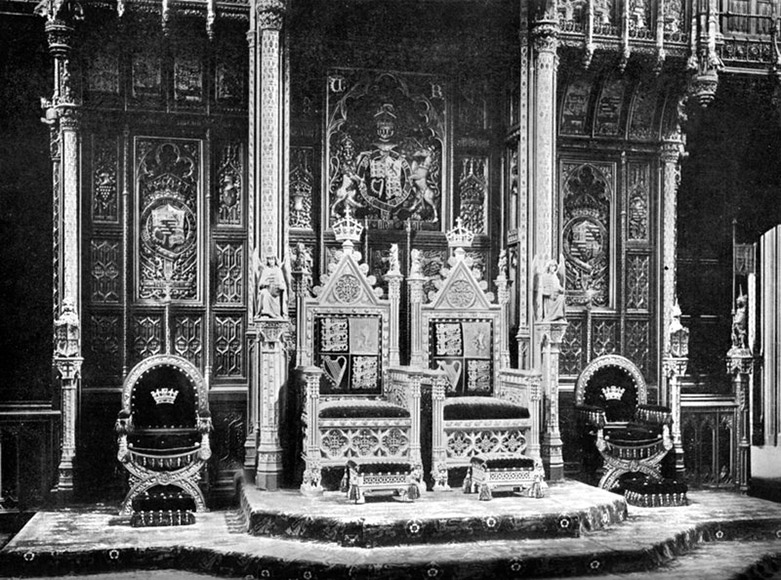
영국 국왕이 연설 시에 앉는 왕좌 (1902년 사진)

이후 국왕은 사전 준비된 개원 연설문을 읽어내려가는데 이를 왕좌연설 (Speech from the Throne)이라 부르며 내년도 정부 의제를 두루 설명하게 된다. 연설문은 영국 총리와 내각인사들이 작성하며, 영국 정부가 추진하는 법안과 관련해 양원의 동의를 구해야 하는 부분들을 반영하게 된다. 연설문은 전통에 따라 염소가죽으로 만든 양피지에 작성되며, 대법관이 가방 속에서 꺼내어 국왕 앞에 나아가 무릎을 꿇은 채로 건넨다.
건넨 후 왕좌의 계단을 내려올 때에도 국왕 앞에서 등을 돌리는 것은 무례한 것으로 보일 수 있으므로, 국왕을 마주본 채 뒤로 걸어내려오는 전통이 있다. 1997년 대법관을 역임한 데리 어바인 경은 이 전통을 깨기 위해 국왕에게 등을 돌려 계단을 똑바로 내려갈 수 있도록 건의하여 받아들여졌으며 후임 대법관인 잭 스트로 역시 이를 준수하였으나, 이후의 대법관들은 다시 국왕을 마주보며 뒤로 걸어내려오는 관습을 택하고 있다.
연설문은 "상하원 의원 여러분" (My Lords and Members of the House of Commons)이라 칭하는 것으로 시작되지만 간혹 "서민원 의원 여러분, 공공 서비스 예산안이 여러분 앞에 놓일 것입니다" (Members of the House of Commons, estimates for the public services will be laid before you)라고 말하는 경우도 있는데 이는 영국 헌법상 국가예산 결정권이 서민원 (하원)에 있기 때문이다.
국왕은 연설문 전문을 중립적이면서도 격식 있는 어조로 읽어내려가는데 이는 정부의 제안에 대한 찬반 의사를 표하지 않기 위함이다. 또 연설문을 읽을 때 그냥 정부라 하지 않고 '나의 정부' (My Government)라고 명확히 하는 것이 특징이다. 도입부에 이어 회기 중에 상정될 주요 법안을 제시한 뒤, "그 밖의 법안들도 여러분 앞에 놓일 것입니다" (Other measures will be laid before you)라 끝맺으면서, 본 연설에서 언급되지 않더라도 정부 측에서 법안을 상정할 여지를 남긴다. 이어 이번 회기 동안 영국을 방문할 계획이 있는 외국 국가원수의 국빈 방문에 대해서도 언급한다. 마지막으로 국왕은 "상하원 의원 여러분, 여러분의 심의에 전능하신 하나님의 축복이 있기를 기원합니다" (My Lords and Members of the House of Commons, I pray that the blessing of Almighty God may rest upon your counsels.)라는 말로 연설을 마친다.
연설이 진행되는 동안 상하원 의원들은 정중하게 경청하고, 연설 내용에 대한 찬반 의사는 양원에서 진행될 회의로 미루어두는 것이 전통이다. 이 전통이 깨진 유일한 사례로는 1998년 엘리자베스 2세 여왕의 개원식 연설이 있는데, 당시 토니 블레어 정부가 상원의원의 자동 승계권을 폐지하겠다는 내용을 연설문에 담겼는데 일부 노동당 하원의원이 "옳소", "들으라" (yes, hear)라 외치자, 또 몇몇 상원의원들이 "틀렸소", "부끄러운 줄 아시오" (No, shame)이라 맞받아치면서 장내가 소란스러워졌던 것이다. 여왕은 이러한 소란에도 연설을 멈추지 않았으며, 연설을 방해한 의원들에게도 비판 여론이 거셌다.

### 국왕의 퇴장과 토론

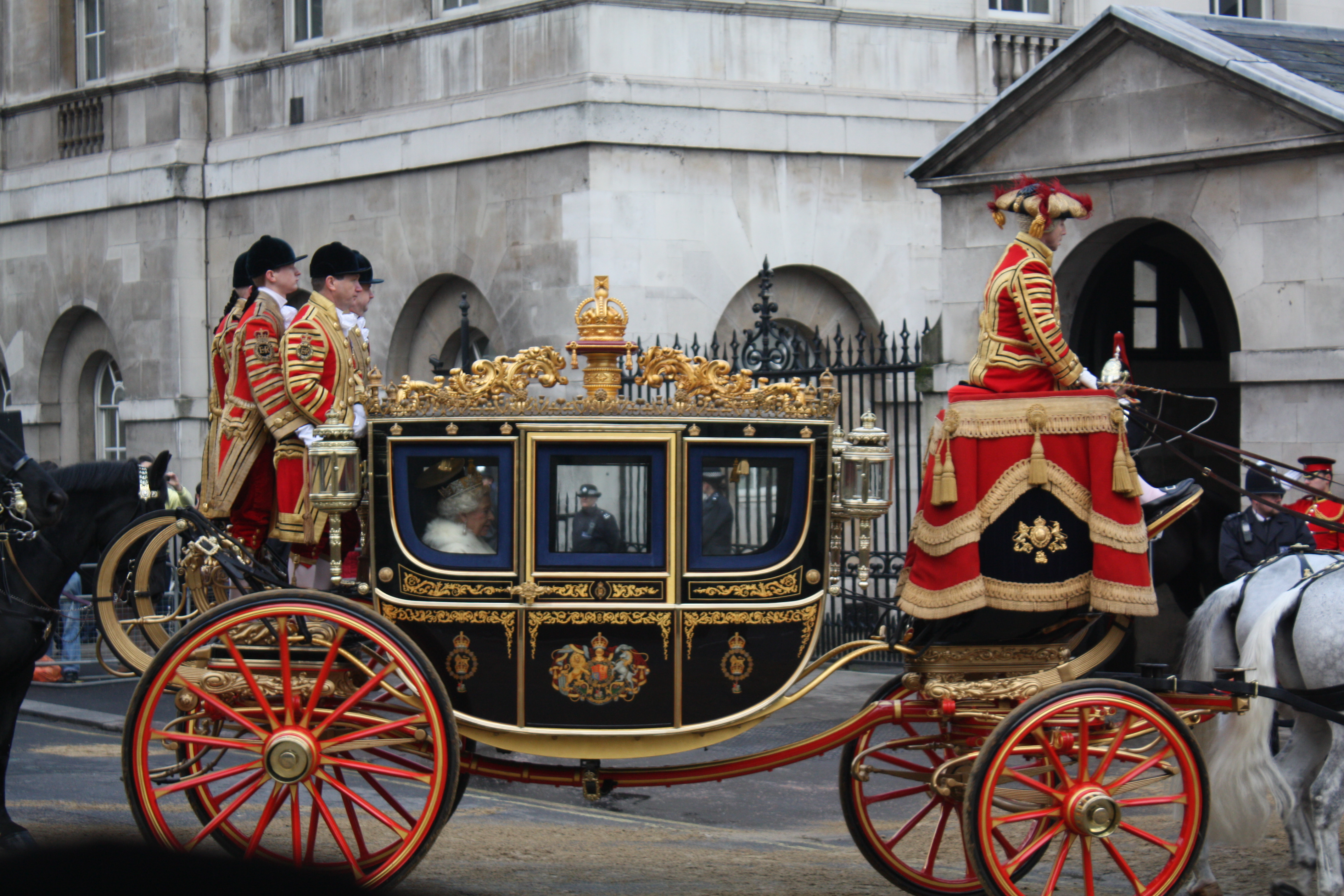
2008년 개원식을 마치고 화이트홀을 거쳐 버킹엄궁으로 돌아가는 엘리자베스 2세 여왕의 전용마차

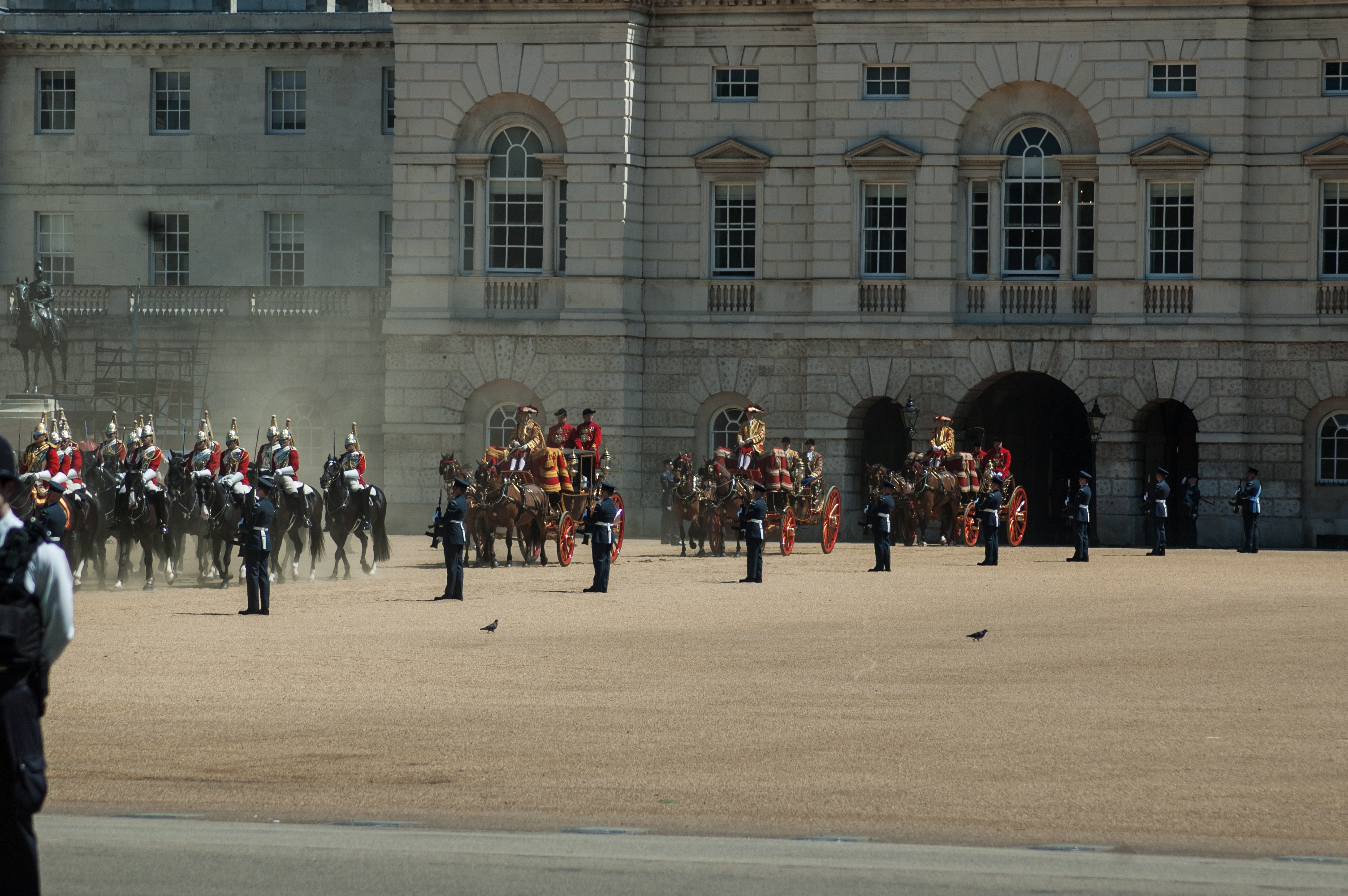
2015년 입궁식 과정에서 펼쳐진 기마병 퍼레이드

연설을 마친 국왕과 수행원들은 회의장을 떠난다. 국왕은 상원의원 양쪽을 향해 목례한 뒤 회의실을 나와 로빙룸으로 행차하여 돌아가고, 하원의원들도 다시 목례한 뒤 하원 회의실로 돌아간다.
국왕이 궁을 떠난 순간 양원에서는 '폐하의 은혜로우신 연설에 대한 회답 연설' (Address in Reply to His/ Her Majesty's Gracious Speech)의 심의에 들어간다. 다만 본 심의에 앞서 양원은 국왕으로부터 독자 심의권을 보장받음을 상징하는 차원에서 어떤 특정 법안을 형식적으로 심의하게 되는데, 상원에서는 베스트리 선정에 관한 법안 (Select Vestries Bill)을, 하원에서는 무법자 처리에 관한 법안 (Outlawries Bill)을 심의한다. 이 두 법안은 오로지 의례적인 용도에서 한번 읽고 끝내는 법안이기 때문에 실제 입법으로 이어지지는 않는다.
회답연설의 경우 사전에 지정된 의원 한 명이 "국왕 폐하께 겸허한 연설문을 다음과 같이 올립니다" (That an humble Address be presented to His Majesty, as follows)라고 운을 떼며 연설문을 읽어내려가기 시작한다. 다음은 상원 연설문의 도입부이며 하원 연설문도 거의 비슷하다.
지극히 인자하신 폐하,
폐하의 가장 순종적이고 충직한 신하로서 의회에 모인 저희 성직귀족과 세속귀족은 폐하께서 양원 의회에서 행하신 지극히 인자하신 연설에 감사드릴 것을 간청드리나이다.

Most Gracious Sovereign,
We, Your Majesty's most dutiful and loyal subjects, the Lords Spiritual and Temporal in Parliament assembled, beg leave to thank Your Majesty for the most gracious Speech which Your Majesty has addressed to both Houses of Parliament.

하원에서의 회답연설문 심의 토론에서 첫번째 발언에 나서는 의원은 사전에 지정되어 있으며, 유쾌한 분위기에서 발언토록 하는 것이 관례이다. 이어지는 회답연설 심의는 정부 의제에 관한 토론의 장이 되며, 며칠에 걸쳐 진행된다. 각각의 날마다 외교, 재정 등 국가 현안의 각 분야가 심의된다. 이 토론을 통해 정부 의제에 대한 의회 측 입장이 표명된다.
토론이 끝나면 정부안에 대한 표결이 시작된다. 이 투표는 불신임 결의로 간주되며, 통과에 실패할 경우에는 의회가 해산되어 자동으로 총선이 실시된다. 2011년 고정임기 의회법이 제정될 당시에는 통과되지 못했더라도 임기가 보장되므로 총선이 실시되는 일은 없었지만, 2022년 들어 총리의 의회 해산권한이 부활함에 따라 원래대로 되돌아갔다.

### 해설
1. ↑  1539년 귀족원 선행법 (House of Lords Precedence Act 1539)에서는 "국왕의 자녀 외에는 의회의 양쪽 의석에 착석할 수 없다"고 되어 있으며 관례에 따라 웨일스 공의 배우자, 즉 왕세자비에게도 착석이 허가된다.
2. ↑  영국에서 베스트리 (Vestry)란 교회에 쓰이는 제의 (祭衣)나 성물을 보관하는 곳으로, 잉글랜드나 웨일스의 교구에서 세속적, 행정적 사무를 담당하던 위원회의 회의장소로 쓰였다. 베스트리는 지방세를 부과하는 등 사실상의 지역정부로 기능하였기 때문에, 17세기 들어 독재나 부패 문제가 불거졌고 이를 가려내기 위한 개혁 법안이 '베스트리 선정에 관한 법안' (Select Vestries Bill)이었다. 권력재편을 위한 법안이었던 만큼 법 제정 과정에서 상당한 진통이 있었으며, 상원에서 베스트리 선발법이 통과될 때까지 모든 법안 심의에 무조건 우선토록 한 것이, 오늘날 국왕으로부터의 자주성을 상징하는 의례적 법안으로 남게 된 것이다.